# Menelaion
El yacimiento arqueológico de Menelaion (en griego: Μενελάειον, Meneláeion) se encuentra a unos 5 km de la moderna ciudad de Esparta. La estructura geográfica de este sitio incluye un complejo de colinas (colina del norte, Menelaion, Profitis Ilias y Aetos). El nombre arcaico del lugar se menciona como Terapne (en griego: Θεράπνη).

## Contexto general
Los depósitos fluviales del valle de Eurotas, clima templado y colinas bajas que protegen el área, forman el contexto geográfico y geológico general del sitio arqueológico que reveló pocos hallazgos del Heládico medio en la colina del norte, y asentamiento importante del período micénico en el Menelaion.

## Ideología
Se considera que Helena apareció inicialmente en la poesía épica homérica, circa siglo VIII a. C. Además de en epos, aparece en la poesía lírica, en la historia, en obras teatrales, incluso en ejercicios retóricos. Helena, y su esposo Menelao, pertenecen a un gran grupo de héroes y heroínas venerados en toda Grecia. Estos héroes, heroínas y sus cultos ya han sido estudiados en arqueología clásica y filología y dan forma a la ideología de un período particular de héroes venerados en la antigua Grecia.
Las primeras fuentes literarias no usan el término héroe con el significado utilizado en períodos posteriores, o se refieren al culto heroico directamente. La evidencia arqueológica indica que el culto heroico existió de alguna forma al final de la Edad de Hierro inicial. Desde el siglo VIII a. C., hay un grupo pequeño y disperso de santuarios, asociado con héroes épicos o míticos e identificados por dedicatorias inscritas, en la mayoría de los casos después de la fundación del culto. Tales héroes son Helena y Menelao en Esparta, Odiseo en la Cueva Loizou en la playa Polis de Ítaca y Agamenón en Micenas.
Los héroes del mito y la epopeya realizaron actos heroicos, son fundadores de ciudades y santuarios, inventores y antepasados de familias numerosas. La mayoría de estos héroes son guerreros masculinos o reyes, pero la leyenda y la epopeya están llenas de figuras femeninas, como es el caso de Menelaion. Las heroínas generalmente trabajan en el contexto familiar, como parte de un par heroico, o como vírgenes que dan la vida para salvar a su ciudad, a su familia o a su cónyuge. Tal vez un curioso grupo de héroes son aquellos que son niños o incluso bebés, como en el caso del bebé Ofeltes, que fue asesinado por una serpiente cerca de un manantial en Nemea. El establecimiento de un culto heroico a menudo fue el medio para resolver una crisis, a menudo relacionada con alguien que fue asesinado violenta o injustamente. En cada ocasión, el héroe se convierte en el epicentro de la adoración, tejiendo un vínculo social para la supervivencia de la comunidad. Estando más cerca que los dioses de la humanidad el héroe o heroína es importante para el apoyo de los miembros de la comunidad en diferentes aspectos de la vida cotidiana.

## Excavaciones
Fuera de la muralla antigua, en una cadena de colinas que al sureste de Esparta dominaban la llanura del Eurotas, se encontraba el santuario dedicado a Helena y Menelao, el Menelaion. En Homero, la bellísima Helena y Menelao son los soberanos de Esparta en la época de la Guerra de Troya. En época histórica, en Laconia, estos héroes aqueos gozaban de un culto particular.
El templo consagrado a las dos divinidades lo localizaron los arqueólogos en las alturas de Terapne: del templo en sí, de pequeñas dimensiones, solo quedan los cimientos. La estructura actualmente visible data de época clásica, pero no se puede excluir que se levante sobre las ruinas de un templo más antiguo. Por otra parte, los objetos votivos hallados en las cercanías demuestran que el lugar era utilizado desde la época micénica.

### Ludwig Ross
En la colina de Menelaion durante el siglo VIII a. C., el héroe es epónimo, Menelao y Helena de Troya supuestamente fueron adorados, con un posible altar y recinto al final de los siglos VII y VI aC, y se erigió un templo construido con piedra caliza. El Menelaion, heroon, ha sido reconocido como tal por Ludwig Ross. Ross excavó el área en 1834 , y descubrió figurillas votivas de plomo de tipo lacónico.

### John Percival Droop, M. S. Thompson, y Alan Wace
En 1909, la Escuela Británica de Atenas dirigida con John Percival Droop, M. S. Thompson y Alan Wace ejecutan la primera excavación sistemática del sitio arqueológico. La excavación reveló una estructura micénica tardía construida con adobes recubiertos con yeso pintado, en el pico oriental de la cresta de la colina Menelaion. Continuaron las excavaciones, dirigidas por Richard MacGillivray Dawkins, entonces director de la Escuela Británica de Atenas, en el año 1910.

### Hector Catling
Sesenta años después, la Escuela Británica regresó al yacimiento y las excavaciones fueron realizadas por Hector Catling. Héctor Catling intentó formar una secuencia cronológica entre los restos del período micénico y el tardío culto heroico de Menelao, basado en los cambios estructurales del edificio que Dawkins reveló que se dividió en tres fases distintas:
- Mansión 1 - Edificio original orientado hacia el sur ensamblando tres unidades paralelas. La unidad central se considera un megaron. Fue construido alrededor de 1450 a. C. y pronto quedó destruido por un posible terremoto.
- Mansión 2: se construyó a unos 10 metros de distancia de la Mansión 1, con una nueva orientación y se afirma que se abandonó durante el período del Heládico reciente (LHIIIA1)
- Mansión 3 - fue habitada al final del Heládico reciente (LHIIIA1)

Las excavaciones también revelaron restos de la Edad del Bronce en las colinas que rodean el Menelaion. En la colina del norte, al norte de la cresta de Menelaion, se han encontrado asentamientos prehistóricos en estratos desordenados, asociados con la cerámica de LH IIIB. En la colina Eagle, al sur de la cresta de Menelaion, la cerámica de LH IIB2 se ha revelado en un estrato superficial. Lo anterior, en combinación con el diseño del edificio, llevó a Hector Catling a la creencia de que estos palacios eran centros administrativos y precursores de los  de grandes palacios megaroides de Pilos, Micenas y Tirinto.
La excavación de Catling reveló un aríbalo de bronce con una inscripción incisa en bustrofedón, «ΔΕΙΝΙΣ ΑΝΕΘΕΕ [ΕΛΕΝΗΙ] ΜΕΝΕΛΑΪ» (Dioniso la ofreció a Helena, esposa de Menelao). Esta inscripción confirma la opinión de Ross de que el edificio era un heroon dedicado a Menelao y Helena. Se ha encontrado una segunda dedicatoria a Helena en la misma zanja, un harpax de bronce datado en 570 a. C., instrumento de uso desconocido, con la inscripción "ΕΛΕΝΙΙ".
Al año siguiente, Catling descubrió la primera dedicatoria a Menelao, en el fondo de una cisterna, una estela de piedra caliza azul de principios del siglo V a. C., sobre la cual había una estatuilla de bronce con la inscripción «ΕΥΘΥΚΡΕΝΕΣ ΑΝΕΘΕΚΕ ΤΟΪ» (Eiticrenes dedicado a Menelao).

### Richard Catling
Richard Catling (hijo de Héctor Catling) continuó la excavaciones en Terapne durante la década de 1980, en una terraza del lado sur de la colina del Menelaion. Consistía en estratos removidos llenos de ofrendas votivas subgeométricas y arcaicas tempranas. En el mismo lugar se han descubierto las paredes y el suelo de una estructura de finales del siglo XIII y del siglo XII a. C. Dado que algunas ofrendas votivas se han asociado con los restos de la construcción micénica, Richard Catling expresó la opinión de que eran ofrendas votivas para el héroe o la heroína de la Edad del Bronce.

## Estratigrafía
Como monumento, el Menelaion presenta diferentes fases estratigráficas y arquitectónicas:
La primera fase, probablemente a fines del siglo VIII o principios del siglo VII a. C., no está vinculada a un edificio arquitectónico específico, sino a bloques de piedra caliza dispersos. La datación relativa de los bloques depende de su correlación con los estratos en los que se descubrieron ofrendas votivas relevantes.
Durante la segunda fase, probablemente en el siglo VI a. C., se construyó una pequeña estructura monumental hecha de piedra caliza. Los materiales de construcción se han encontrado fuera del contexto arqueológico, ya sea en los vertederos o conservados en la estructura tardía. Este Menelaion antiguo sobrevivió hasta el siglo V a. C., cuando fue demolido para ser reemplazado por una estructura, cuyas ruinas son visibles hasta el día de hoy.
La tercera fase, clásica, está ligada al siglo V a. C.y la estratigrafía indica que el nuevo santuario se construyó sobre el antiguo edificio, aunque algunos investigadores creen que el Menelaion antiguo fue identificado en realidad como un almacén durante las excavaciones de 1909.